# Haplochromis stappersii
Haplochromis stappersii (Synonym: Astatotilapia stappersii) ist eine Buntbarschart, die in Ostafrika vorkommt.

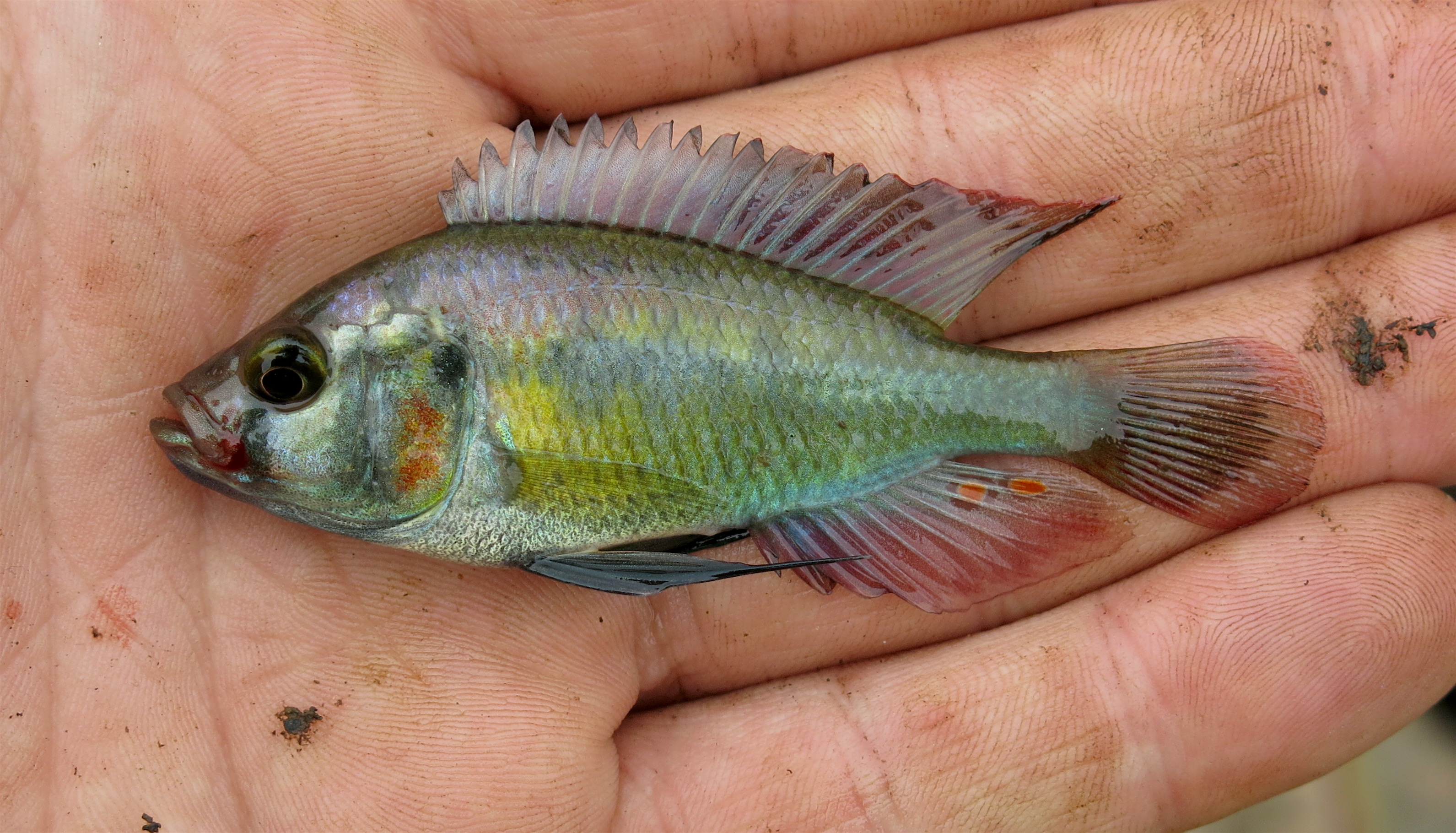
Farbvariante eines Männchens von H. stappersii aus Gatumba

## Merkmale
Wie alle Haplochrominen Buntbarsche ist H. stappersii ein Maulbrüter, wobei nur Weibchen die Brut aufnehmen. Männchen haben auf den Afterflossen Eiflecken, welche bei H. stappersii leuchtend orange sind. Adulte Tiere können eine Körperlänge von 15 cm erreichen.
Häufige Farbphänotypen in Haplochromis sind der bläuliche und der gelbliche Phänotyp, wobei H. stappersii zum bläulichen Typ gehört.

## Lebensweise
H. stappersii kommt im Einzugsgebiet des Tanganjikasees in Burundi, der demokratischen Republik Kongo, Tansania, und in Sambia vor, mit Ausnahme der Malagarasi Flussregion. Die Buntbarschart bewohnt langsam fließende Flüsse, Sümpfe, kleine Süßwasserseen und Binnendeltas. H. stappersii ernährt sich hauptsächlich von aquatischen Insektenlarven.
Nach Angaben der IUCN ist H. stappersii häufig und weitverbreitet und wird daher als nicht bedrohte Art eingestuft. Die Bestände sind jedoch lokal durch Zerstörung des Lebensraums, Wasserverschmutzung und durch Überfischung gefährdet.

## Systematik
Die Buntbarschart wurde 1943 durch den belgischen Ichthyologen Max Poll als Haplochromis stappersii beschrieben. Terra typica ist der Lufuku, ein Fluss im Osten der Demokratischen Republik Kongo, der in den Tanganjikasee mündet. Wie viele andere fluvatile Buntbarsche des haplochrominen Grundbauplans wird die Art heute in vielen Quellen in die Gattung Astatotilapia gestellt. Sie gehört jedoch zum „Lake Victoria region superflock“, das heißt der Cichlidenradiation, die im Victoriasee, im Kivusee, im Albertsee, im Edwardsee, im Georgsee, im Kyogasee, im Turkanasee, im Rukwasee und im Nabugabosee vorkommt und fast ausschließlich der Gattung Haplochromis zugeordnet wird. Sie ist die einzige Art dieser Gruppe im Einzugsgebiet des Tanganjikasees. Im Catalog of Fishes wird sie heute wieder als Haplochromis stappersii gelistet. Es ist nach wie vor nicht sicher, ob H. stappersii eine monotypische Art ist oder ob unter der Bezeichnung mehrere Arten zusammenfasst werden.